# Kataxu
„Kataxu“ е полска нсбм / атмосферичен блек метъл група, основана през 1994 година в град Варшава. Стила на групата е често определян като „астрален блек метъл“. Вокалиста на групата – Piaty е също така член на блек метъл групата Gontyna Kry.

## Състав
- Piaty (Пьотр Пятек) – вокал, китара, бас, клавири
- Jacek Melnicki – клавири
- Melfas – клавири

## Дискография
Студио албуми
- 2000 – „Roots Thunder“ (Cassette)
- 2005 – „Hunger of Elements“ (CD)

Демо
- 1995 – „North“ (Cassette)

Split
- 1997 – „Split Demo '97“ (Split)
- 2000 – „Black Clouds over Dark Majesty – Roots Thunder“ (Split)
- 2001 – „Hail Pagan Europe“
- 2001 – „Thunderbolt / Kataxu“
- 2007 – „Hail Pagan Europe Vol.1“ (Split)
- 2008 – „Kataxu / Necator“[5]